# Keude Karieng
Keude Karieng is een bestuurslaag in het regentschap Aceh Utara van de provincie Atjeh, Indonesië. Keude Karieng telt 98 inwoners (volkstelling 2010).